# Anne-Katrin Leucht
Anne-Katrin Leucht es una deportista de la RDA que compitió en natación, especialista en el estilo mariposa. Ganó dos medallas de plata en el Campeonato Europeo de Natación de 1974.

## Palmarés internacional
| Campeonato Europeo | Campeonato Europeo | Campeonato Europeo | Campeonato Europeo |
| Año                | Lugar              | Medalla            | Prueba             |
| ------------------ | ------------------ | ------------------ | ------------------ |
| 1974               | Viena (Austria)    | Medalla de plata   | 100 m mariposa     |
| 1974               | Viena (Austria)    | Medalla de plata   | 200 m mariposa     |